# 星斑幽灵蛛
星斑幽灵蛛（学名：Pholcus spilis）为幽灵蛛科幽灵蛛属的动物。在中国大陆，分布于湖南等地。该物种的模式产地在湖南道县。